# Peptid-metionin (R)-S-oksid reduktaza
Peptid-metionin -oksid reduktaza (EC 1.8.4.12, , metionin sulfoksidna reduktaza (nespecifična), pMSR, metionin -oksidna reduktaza (nespecifična), selenoprotein R, metionin -oksidna reduktaza (oksiduje R-formu), metionin sulfoksid reduktaza B, SelR, SelX, PilB, pRMsr) je enzim sa sistematskim imenom peptid-metionin:tioredoksin-disulfid S-oksidoreduktaza (formira metionin (R)-S-oksid). Ovaj enzim katalizuje sledeću hemijsku reakciju
peptid--metionin + tioredoksin disulfid +H2O {\displaystyle \rightleftharpoons } peptid-L-metionin (R)-S-oksid + tioredoksin
Ova reakcija teče u reverznom smeru. Enzim manifestuje visoku specifičnost za redukciju R-forme L-metionin S-oksida. On brže deluje na L-metionin S-oksid nego na D-metionin S-oksid. Aktivnost je veća na ostataku peptida nego na slobodnoj aminokiselini.

## Literatura
- Nicholas C. Price; Lewis Stevens (1999). Fundamentals of Enzymology: The Cell and Molecular Biology of Catalytic Proteins (Third изд.). USA: Oxford University Press. ISBN 019850229X.
- Eric J. Toone (2006). Advances in Enzymology and Related Areas of Molecular Biology, Protein Evolution (Volume 75 изд.). Wiley-Interscience. ISBN 0471205036.
- Branden C; Tooze J. Introduction to Protein Structure. New York, NY: Garland Publishing. ISBN 0-8153-2305-0.
- Irwin H. Segel. Enzyme Kinetics: Behavior and Analysis of Rapid Equilibrium and Steady-State Enzyme Systems (Book 44 изд.). Wiley Classics Library. ISBN 0471303097.

## Spoljašnje veze
- Peptide-methionine+(R)-S-oxide+reductase на 